# Skestork
Skestorken (latin: Platalea leucorodia) er en fugl, der lever i vådområder og er en smule mindre end fiskehejren. Den er hvid og har et bredt langt næb. Næbspidsen er gul og ligeledes det nederste af halsen og i yngletiden også nakketoppen. Skestorken lever af småfisk, muslinger, snegle, haletudser og insekter.
Dens længde er 80-93 cm og den har et vingefang på 120-135 cm. Den kan leve i op til 25 år.
Trods navnet tilhører skestorken ikke storkene, men derimod ibisfamilien.

## Dansk bestand
Skestorken Platalea leucorodia findes i Asien, Afrika, og Europa (andre skestorke-arter findes i andre dele af verden). Første gang man har kendskab til et ynglepar i Danmark var i året 1900. I årtierne efter ynglede kun få i Danmark og ganske uregelmæssigt, med flerårede perioder hvor der ikke var nogen. Efter fravær på 27 år ankom enkelte fugle, formodentlig fra Holland, til Danmark og begyndte at yngle i 1996. Siden er bestanden vokset meget hurtigt. Den oversteg for første gang 100 par i 2011, 200 par i 2014, og var på over 600 par i 2024.
Danmark er den nordligste yngleforekomst af arten, og dens spredning er hjulpet af de stigende temperaturer. Den kan ses nær kysten i størstedelen af landet (sjældent langt fra kysten), men ynglekolonierne er på mindre isolerede øer i Limfjorden, ved Ringkøbing Fjord (Danmarks klart største koloni er på øen Høje Sande ved Skjern Ås udløb), og på Langli, med enkelte spredte yngleforekomster i andre kystnære dele af Jylland, på Fyn og Peberholm. Nogle danske kolonier har dog været under pres i de seneste år på grund af ræve, der har været i stand til at komme over til enkelte af de ellers isolerede øer, og det stigende antal havørne. Skestorke trækker sydpå hvert år, og ringmærkning har vist, at de danske skestorke typisk overvintrer i Frankrig, Spanien og Nordvestafrika. Eksempelvis er en skestork som blev ringmærket som ungfugl i 2013 ved Nibe Bredning blevet identificeret i tre vintre i Senegal og i januar 2023 i Mauretanien.